# Montaña de Luna
Die Comarca Montaña de Luna ist eine der zehn landwirtschaftlichen Comarcas in der Provinz León der autonomen Gemeinschaft Kastilien und León.
Sie umfasst 13 Gemeinden auf einer Fläche von 2.025,19 km² mit dem Hauptort Villablino.

## Gemeinden
| Gemeinde                | Einwohner (2024) | Fläche km² | Dichte Einw./km² | Cod INE | Postleitzahl                    |
| ----------------------- | ---------------- | ---------- | ---------------- | ------- | ------------------------------- |
| Los Barrios de Luna     | 294              | 94,29      | 3                | 24012   | 24148                           |
| Cabrillanes             | 707              | 170,44     | 4                | 24029   | 24142                           |
| Carrocera               | 440              | 65,98      | 7                | 24040   | 24123                           |
| Murias de Paredes       | 340              | 202,18     | 2                | 24101   | 24130, 24133–24137              |
| Palacios del Sil        | 844              | 181,40     | 5                | 24109   | 24495                           |
| La Pola de Gordón       | 2.842            | 157,64     | 18               | 24114   | 24600                           |
| Riello                  | 582              | 235,93     | 2                | 24132   | 24127                           |
| La Robla                | 3.605            | 85,22      | 42               | 24134   | 24640                           |
| San Emiliano            | 596              | 210,73     | 3                | 24145   | 24144                           |
| Sena de Luna            | 390              | 147,71     | 3                | 24164   | 24145                           |
| Soto y Amío             | 717              | 69,19      | 10               | 24167   | 24125                           |
| Villablino              | 7.709            | 228,23     | 34               | 24202   | 24100, 24110–24114, 24138–24140 |
| Villamanín              | 876              | 176,25     | 5                | 24901   | 24680                           |
| Comarca Montaña de Luna | 19.942           | 2.025,19   | 10               | –       | –                               |